# Сюник (аэропорт)
Аэропорт Сюник — аэропорт на юге Армении. Расположен недалеко от города Капана и использовался ещё в советское время. Небольшой аэропорт принимал самолёты Як-40 и грузовые Ан-12.
После начала в 1992 г. Первой карабахской войны воздушное сообщение было прервано.
В феврале 2017 года губернатор Сюникской области Ваге Акопян объявил, что аэродром станет современным аэропортом, обслуживающим город Капан и юг Армении, а 6 июня на аэродроме была проведена тестовая посадка с губернатором на борту. После долгой паузы первый рейс Ереван — Капан состоялся 8 июня 2017 года, спустя 27 лет .
Согласно плану, реконструкция аэропорта Капана должна была завершиться в 2018 году с ориентировочной стоимостью 2 миллиона долларов. В 2020 году ожидалось задействование реконструированного городского аэропорта «Сюник».
Аэропорт был полностью отремонтирован, взлётно-посадочная полоса (ВВП) удлинена до около 2000 метров и ВВП аэропорта находится в непосредственной близости от границы с Азербайджаном.
Открытие было запланировано на 2020 год, но не состоялось: в результате Второй карабахской войны (2020) ряд районов Азербайджана, которые с 1992 года находились под контролем НКР, перешли под контроль Азербайджана, в результате чего аэропорт оказался в приграничной зоне Армении и Азербайджана, что сделало невозможным дальнейшее осуществление деятельности аэропорта.
Согласно мэру Капана, аэропорт будет задействован, несмотря на демаркацию близлежащей границы.
Аэропорт будет обслуживать внутренние рейсы. Первоначально предполагается эксплуатировать воздушные суда типа L-410.
17 августа 2023 г. премьер-министр Никол Пашинян во время посещения Сюникской области объявил о старте регулярных рейсов между Ереваном и Капаном — с 19 августа, по случаю Дня Капана, состоится представительский рейс, а начиная с следующей недели будут осуществляться регулярные авиарейсы между городами.

## Галерея

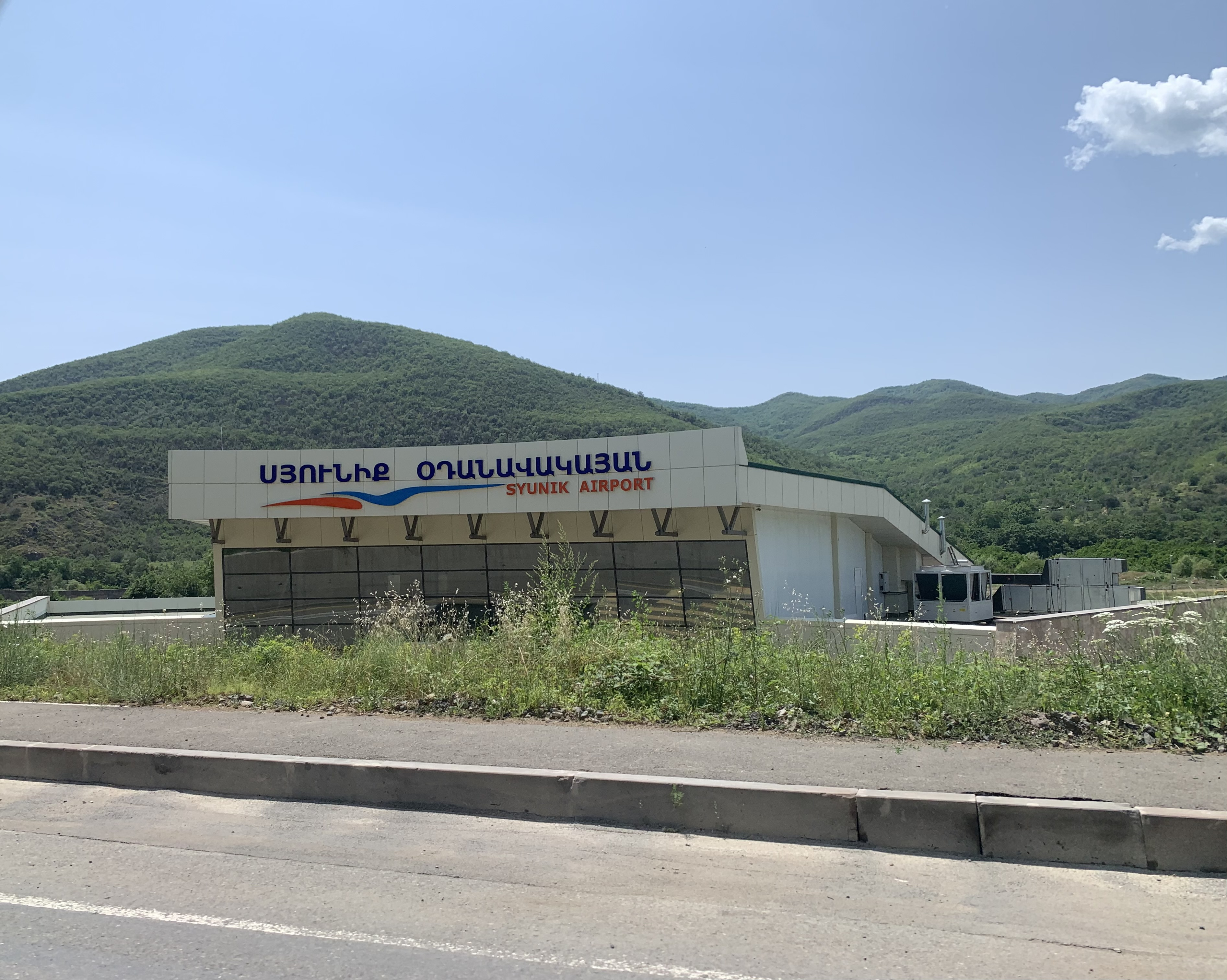
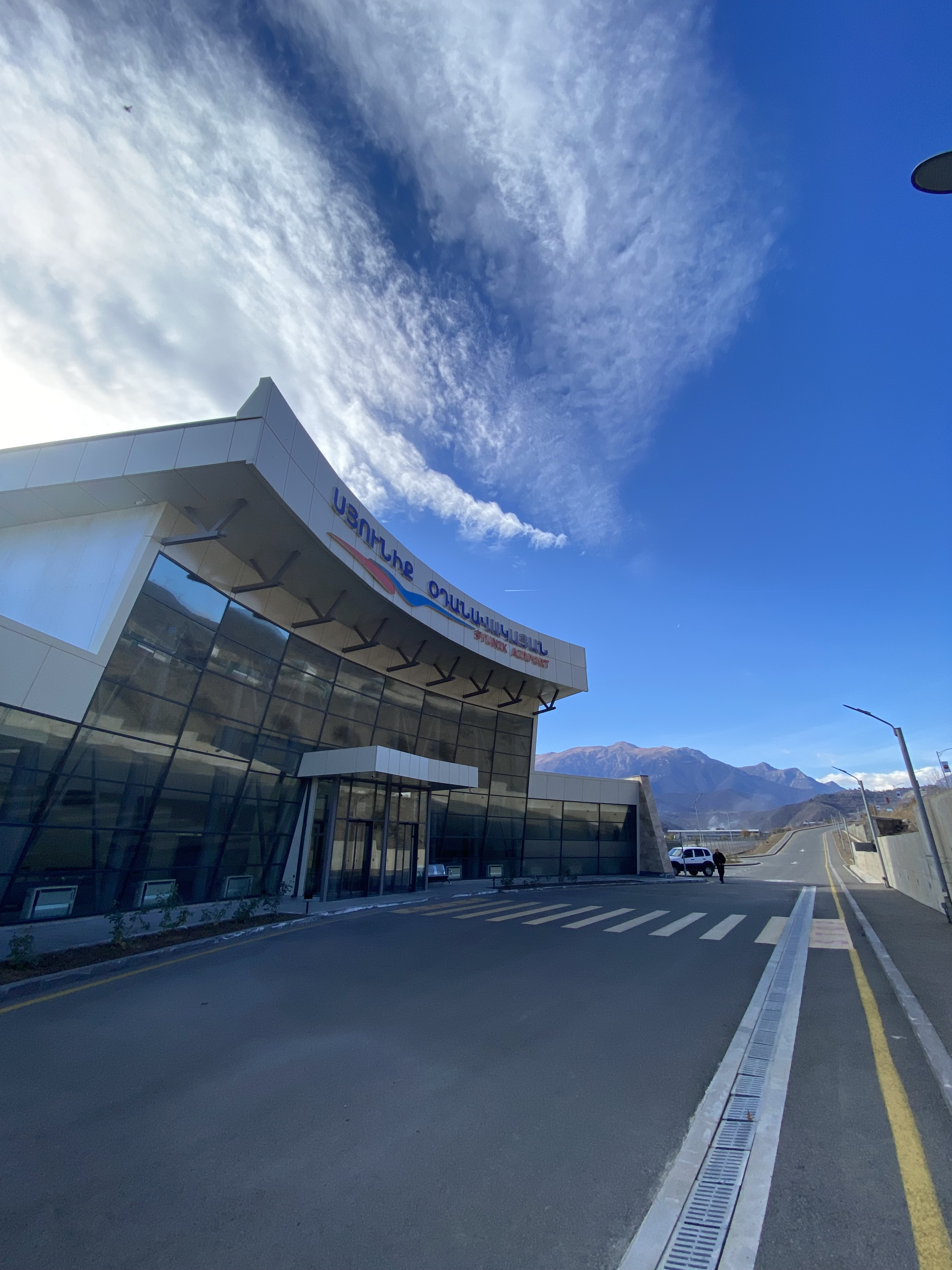
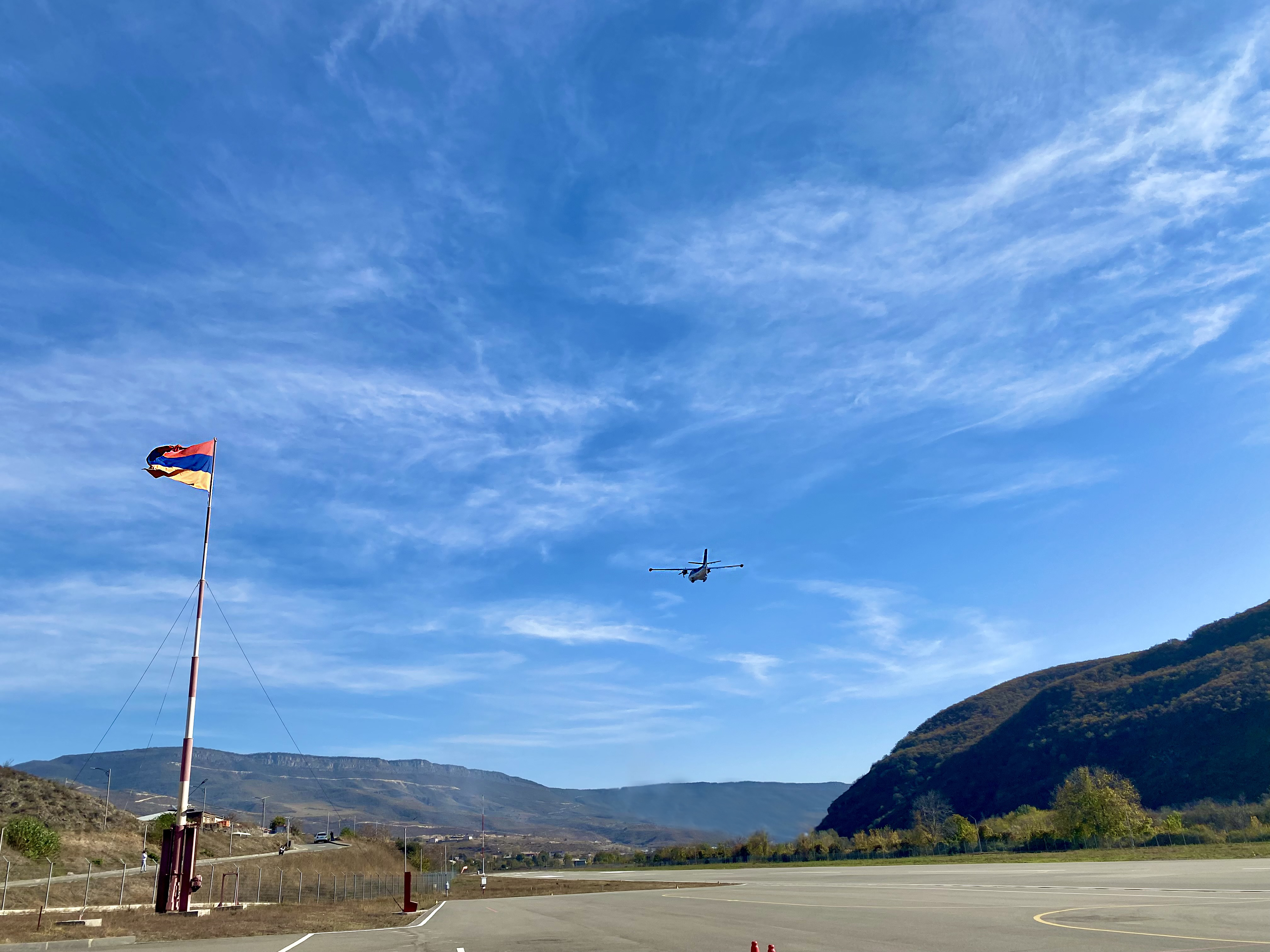
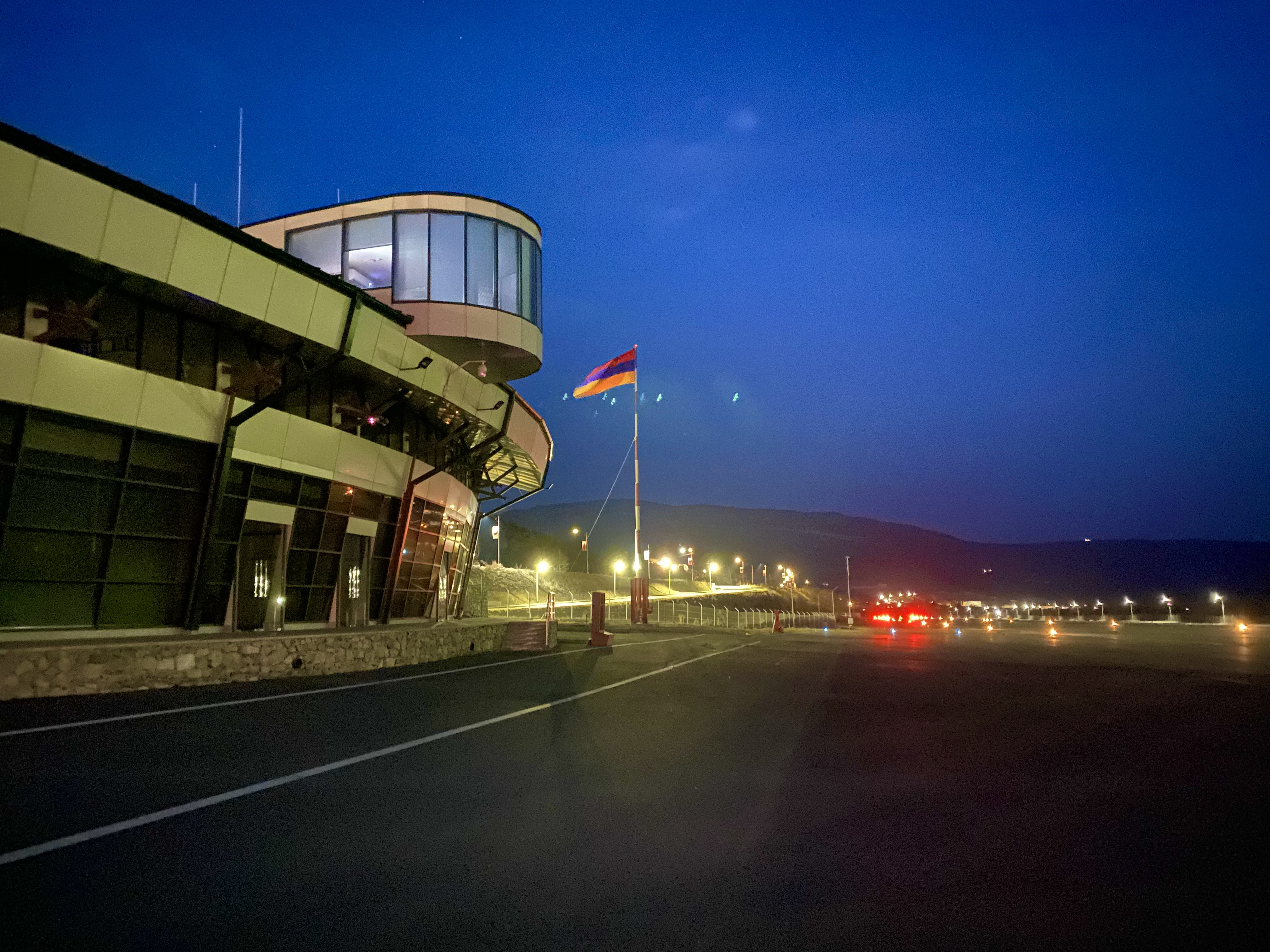